# Bezrobocie (album)
Bezrobocie – piąta płyta (w rzeczywistości szósta) zespołu One Million Bulgarians, wydana w 2003 roku nakładem wydawnictwa Furia Musica.
Materiał nagrano w okresie 2001–2003 w kilku różnych studiach. Producent płyty – Jacek Lang. Zdjęcia – Olga Hoffman, Krzysztof Nieporęcki. Pomysł okładki – Jacek Lang. Autor ilustracji – Kain May. Do utworów „Przymarszcz”, „Camera” i „Bezrobocie” nakręcono teledyski.

## Lista utworów
źródło:.
1. „Przymarszcz” (muz. Jacek Lang – sł. Jacek Lang, Inga Habiba, Katarzyna Markiewicz) – 4:29
2. „Dzięki dzięki” (muz. Jacek Lang, Tomasz Wrześniowski – sł. Jacek Lang) – 4:13
3. „Hollywood” (muz. Jacek Lang, Tomasz Wrześniowski – sł. Jacek Lang) – 3:43
4. „Bezrobocie” (muz. Jacek Lang, Krzysztof Nieporęcki – sł. Jacek Lang) – 4:07
5. „Racje” (muz. Jacek Lang, Krzysztof Nieporęcki – sł. Jacek Lang) – 4:13
6. „Nowa degeneracja” (muz. Jacek Lang, Krzysztof Nieporęcki, Tim Sanford – sł. Jacek Lang) – 6:35
7. „Doktor dźwięk” (muz. Jacek Lang, Tim Sanford – sł. Jacek Lang) – 3:47
8. „Chemiczny Ali” (muz. Jacek Lang, Tim Sanford, Krzysztof Nieporęcki – sł. Jacek Lang) – 5:09
9. „A ty śpij” (muz. Jacek Lang, Tim Sanford, Krzysztof Nieporęcki – sł. Marek Gaszyński) – 4:52
10. „A ty śpij (p.-mix)” (muz. Jacek Lang, Tim Sanford, Krzysztof Nieporęcki – sł. Marek Gaszyński) – 3:53
11. „Camera” (muz. Jacek Lang, Tim Sanford – sł. Jacek Lang) – 3:39
12. „Życie” (muz. Jacek Lang, Robert Pruszkowski, Tim Sanford – sł. Jacek Lang) – 4:59
13. „Zostań” (muz. Jacek Lang, Robert Pruszkowski – sł. Inga Habiba) – 3:59
14. „Ty i ja” (muz. Jacek Lang, Tim Sanford – sł. Jacek Lang) – 3:30

## Muzycy
źródło:.
- Jacek Lang – śpiew, gitary, sample, basy, klawisze, perkusja
- Tim Sanford – saksofon, klawisze, gitary, chórki
- Grzegorz Strzępek – perkusja, chórki
- Robert Pruszkowski – bas, chórki, sample
- Tomasz Wrześniowski – bas
- Grzegorz Pawelec – bas
- Krzysztof Nieporęcki – analog sounds, sample

gościnnie
- Inga Habiba – śpiew, chórki
- Monika Kubacka – śpiew, chórki
- Katarzyna Markiewicz – śpiew, chórki
- Igor Czerniawski – sample, klawisze